# Mistrovství Evropy ve fotbale žen 1997
Mistrovství Evropy ve fotbale žen 1997 bylo sedmým ročníkem tohoto turnaje. Vítězem se stala německá ženská fotbalová reprezentace, která tak obhájila titul z minulého ročníku.

## Kvalifikace
Hlavní článek: Kvalifikace na Mistrovství Evropy ve fotbale žen 1997
V kvalifikaci byly týmy rozděleny do dvou výkonnostních skupin, mezi kterými se postupovalo a sestupovalo. Nejvyšší skupiny (ze které jediné se dalo postoupit na závěrečný turnaj) se zúčastnilo 16 týmů rozlosovaných do čtyř skupin po čtyřech týmech. Ve skupinách se utkal každý s každým dvoukolově (doma a venku). Vítězové jednotlivých skupin postoupili přímo na závěrečný turnaj. Týmy ze druhých a třetích míst se utkaly v baráži hrané systémem doma a venku o zbylé čtyři místenky na závěrečný turnaj.

## Základní skupiny

### Skupina A
| Tým       | Z | V | R | P | VG | IG | B |
| --------- | - | - | - | - | -- | -- | - |
| Švédsko   | 3 | 3 | 0 | 0 | 6  | 1  | 9 |
| Španělsko | 3 | 1 | 1 | 1 | 2  | 2  | 4 |
| Francie   | 3 | 1 | 1 | 1 | 4  | 5  | 4 |
| Rusko     | 3 | 0 | 0 | 3 | 2  | 6  | 0 |

| 29. června 1997 |     |           |                                                                             |
| Francie         | 1:1 | Španělsko | Nobelstadion, Karlskoga diváci: 920 rozhodčí: Gitte Lyngo Nielsen (Denmark) |
|                 |     |           | Nobelstadion, Karlskoga diváci: 920 rozhodčí: Gitte Lyngo Nielsen (Denmark) |

| 29. června 1997 |     |       |                                                                         |
| Švédsko         | 2:1 | Rusko | Tingvalla IP, Karlstad diváci: 3 829 rozhodčí: Christine Frai (Germany) |
|                 |     |       | Tingvalla IP, Karlstad diváci: 3 829 rozhodčí: Christine Frai (Germany) |

| 2. července 1997 |     |         |                                                                                    |
| Španělsko        | 0:1 | Švédsko | Nobelstadion, Karlskoga diváci: 3 403 rozhodčí: Vibeke Karlsen-Gabrielsen (Norway) |
|                  |     |         | Nobelstadion, Karlskoga diváci: 3 403 rozhodčí: Vibeke Karlsen-Gabrielsen (Norway) |

| 2. července 1997 |     |         |                                                                     |
| Rusko            | 1:3 | Francie | Tingvalla IP, Karlstad diváci: 626 rozhodčí: Cristina Gozzi (Italy) |
|                  |     |         | Tingvalla IP, Karlstad diváci: 626 rozhodčí: Cristina Gozzi (Italy) |

| 5. července 1997 |     |         |                                                                                   |
| Švédsko          | 3:0 | Francie | Tingvalla IP, Karlstad diváci: 2 751 rozhodčí: Vibeke Karlsen-Gabrielsen (Norway) |
|                  |     |         | Tingvalla IP, Karlstad diváci: 2 751 rozhodčí: Vibeke Karlsen-Gabrielsen (Norway) |

| 5. července 1997 |     |           |                         |
| Rusko            | 0:1 | Španělsko | Nobelstadion, Karlskoga |
|                  |     |           | Nobelstadion, Karlskoga |

### Skupina B
| Tým     | Z | V | R | P | VG | IG | B |
| ------- | - | - | - | - | -- | -- | - |
| Itálie  | 3 | 1 | 2 | 0 | 5  | 3  | 5 |
| Německo | 3 | 1 | 2 | 0 | 3  | 1  | 5 |
| Norsko  | 3 | 1 | 1 | 1 | 5  | 2  | 4 |
| Dánsko  | 3 | 0 | 1 | 2 | 2  | 9  | 1 |

| 30. června 1997 |     |        |                                                                        |
| Německo         | 1:1 | Itálie | Melløs Stadion, Moss diváci: 713 rozhodčí: Katriina Elovirta (Finland) |
|                 |     |        | Melløs Stadion, Moss diváci: 713 rozhodčí: Katriina Elovirta (Finland) |

| 30. června 1997 |     |        |                                                                                        |
| Dánsko          | 0:5 | Norsko | Åråsen Stadion, Lillestrøm diváci: 4 221 rozhodčí: Regina Belksma-Konink (Netherlands) |
|                 |     |        | Åråsen Stadion, Lillestrøm diváci: 4 221 rozhodčí: Regina Belksma-Konink (Netherlands) |

| 3. července 1997 |     |        |                                                                      |
| Itálie           | 2:2 | Dánsko | Åråsen Stadion, Lillestrøm diváci: 538 rozhodčí: Eva Ödlund (Sweden) |
|                  |     |        | Åråsen Stadion, Lillestrøm diváci: 538 rozhodčí: Eva Ödlund (Sweden) |

| 3. července 1997 |     |         |                                                                            |
| Norsko           | 0:0 | Německo | Melløs Stadion, Moss diváci: 7 666 rozhodčí: Nicole Petignat (Switzerland) |
|                  |     |         | Melløs Stadion, Moss diváci: 7 666 rozhodčí: Nicole Petignat (Switzerland) |

| 6. července 1997 |     |         |                                                                  |
| Dánsko           | 0:2 | Německo | Melløs Stadion, Moss diváci: 4 037 rozhodčí: Eva Ödlund (Sweden) |
|                  |     |         | Melløs Stadion, Moss diváci: 4 037 rozhodčí: Eva Ödlund (Sweden) |

| 6. července 1997 |     |        |                                                                              |
| Norsko           | 0:2 | Itálie | Åråsen Stadion, Lillestrøm diváci: 520 rozhodčí: Katriina Elovirta (Finland) |
|                  |     |        | Åråsen Stadion, Lillestrøm diváci: 520 rozhodčí: Katriina Elovirta (Finland) |

## Play off

### Semifinále
| 9. července 1997 |     |         |                                                                              |
| Švédsko          | 0:1 | Německo | Tingvalla IP, Karlstad diváci: 4 246 rozhodčí: Nicole Petignat (Switzerland) |
|                  |     |         | Tingvalla IP, Karlstad diváci: 4 246 rozhodčí: Nicole Petignat (Switzerland) |

| 9. července 1997 |     |           |                                                               |
| Itálie           | 2:1 | Španělsko | Åråsen Stadion, Lillestrøm rozhodčí: Christine Frai (Germany) |
|                  |     |           | Åråsen Stadion, Lillestrøm rozhodčí: Christine Frai (Germany) |

### Finále
| 12. července 1997 |     |         |                                                                              |
| Itálie            | 0:2 | Německo | Ullevaal Stadion, Oslo diváci: 2 221 rozhodčí: Gitte Lyngo-Nielsen (Denmark) |
|                   |     |         | Ullevaal Stadion, Oslo diváci: 2 221 rozhodčí: Gitte Lyngo-Nielsen (Denmark) |